# Fascia da braccio "Creta"
La fascia da braccio "Creta" (in tedesco Ärmelband "Kreta") fu una decorazione militare del Terzo Reich, concessa ai militari tedeschi che avessero preso parte alla Battaglia di Creta dal 20 al 27 maggio 1941.

## Inquadramento storico
In seguito alla fallimentare battaglia d'Inghilterra, l'interesse di Hitler si spostò verso l'Unione Sovietica, portandolo a pianificare un meticoloso piano d'invasione. Tuttavia l'improvviso attacco alla Grecia di Mussolini e le conseguenti sconfitte dell'Esercito Italiano, costrinsero l'alleato tedesco a posticipare l'invasione dell'Unione Sovietica ed ad intervenire sui Balcani. In poche settimane la Grecia e la Jugoslavia capitolarono alle preponderanti forze militari della Wehrmacht. Dopo aver conquistato l'entroterra balcanico rimaneva sotto il controllo alleato solo l'isola di Creta, che nel mezzo del Mediterraneo risultava essere un punto strategico, pieno di aeroporti, che sarebbero potute essere una spina nel fianco per i tedeschi. Dunque l'isola doveva essere conquistata; tuttavia l'impresa non era semplice, sia per la grande distanza dall'entroterra, sia per la presenza britannica sull'isola.

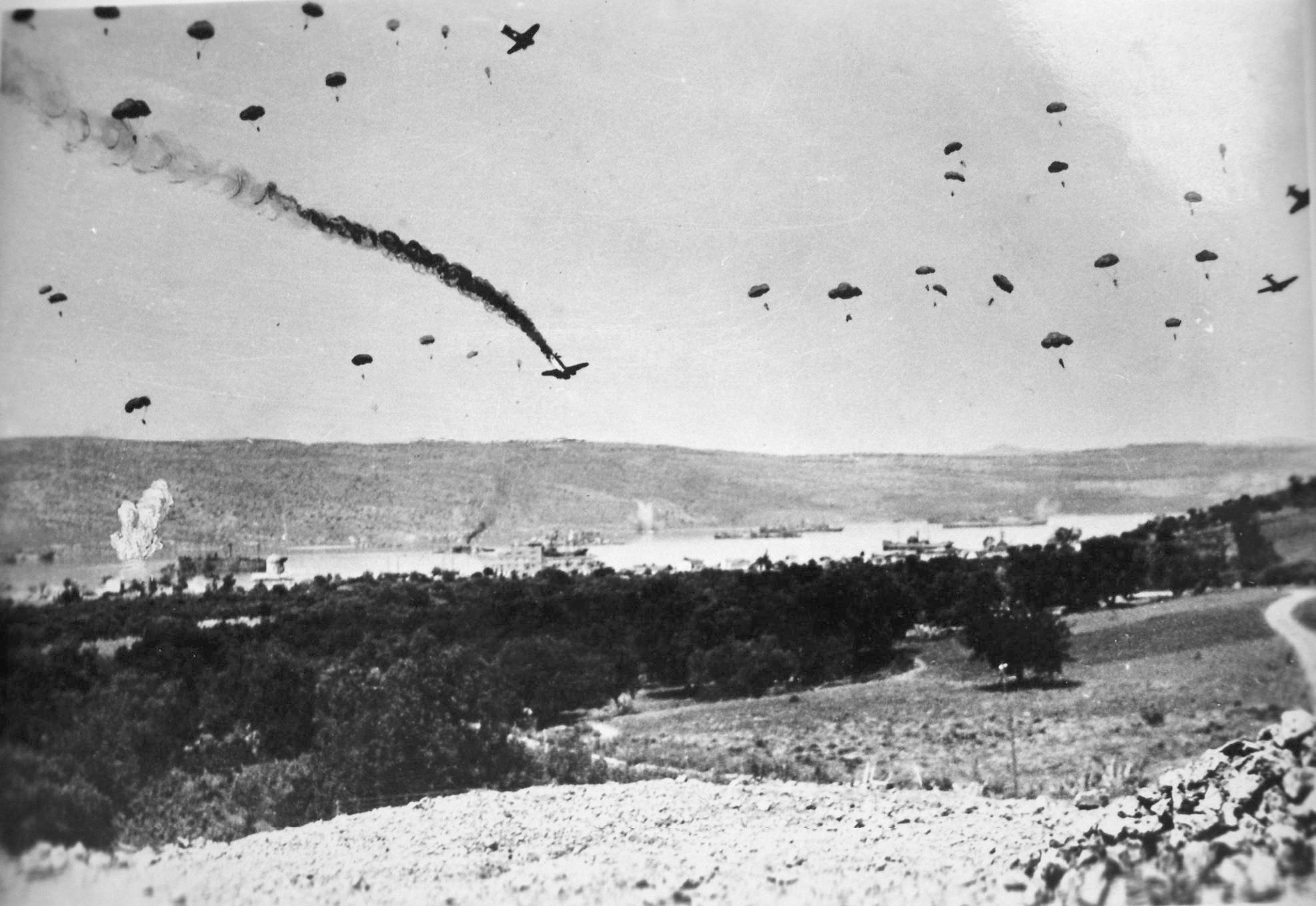
Paracadutisti tedeschi si lanciano nei pressi del porto di Suda, mentre un aereo da trasporto Junkers Ju 52, colpito dalla contraerea, precipita in fiamme.

Hitler incaricò il generale Kurt Student di preparare un piano per l'invasione e Student optò per l'utilizzo delle truppe aviotrasportate. Allora Hitler emanò la direttiva che venne chiamata in codice "operazione Mercurio". Il generale Bernard Freyberg disponeva sull'isola una forza di circa cinquantamila uomini, tra cui greci, inglesi, australiani e neozelandesi, poca artiglieria, mezzi corazzati ed aerei. La Luftwaffe aveva una totale supremazia aerea, tuttavia non era possibile uno sbarco anfibio a causa della supremazia navale della Royal Navy. Il 20 maggio arrivò la prima ondata di paracadutisti tedeschi che dopo il lancio si ritrovarono sparpagliati e coinvolti in duri combattimenti, non riuscendo ad occupare le piste. I tedeschi occuparono la pista dell'Aeroporto di Maléme, creando una testa di ponte, ma subendo gravi perdite. La battaglia si svolse anche sul mare dove le navi della Royal Navy si scontrarono con la Luftwaffe e la Regia Marina. Con ormai la 5. Gebirgs-Division e la 6. Gebirgs-Division completamente atterrata sull'isola la situazione andò a favore dei tedeschi che pian piano occuparono l'isola, reprimendo anche i partigiani greci. Il 27 maggio le truppe di Freyberg vennero autorizzate all'evacuazione. Nonostante la conquista dell'isola i tedeschi subirono numerose perdite in particolare nella 7. Flieger-Division.

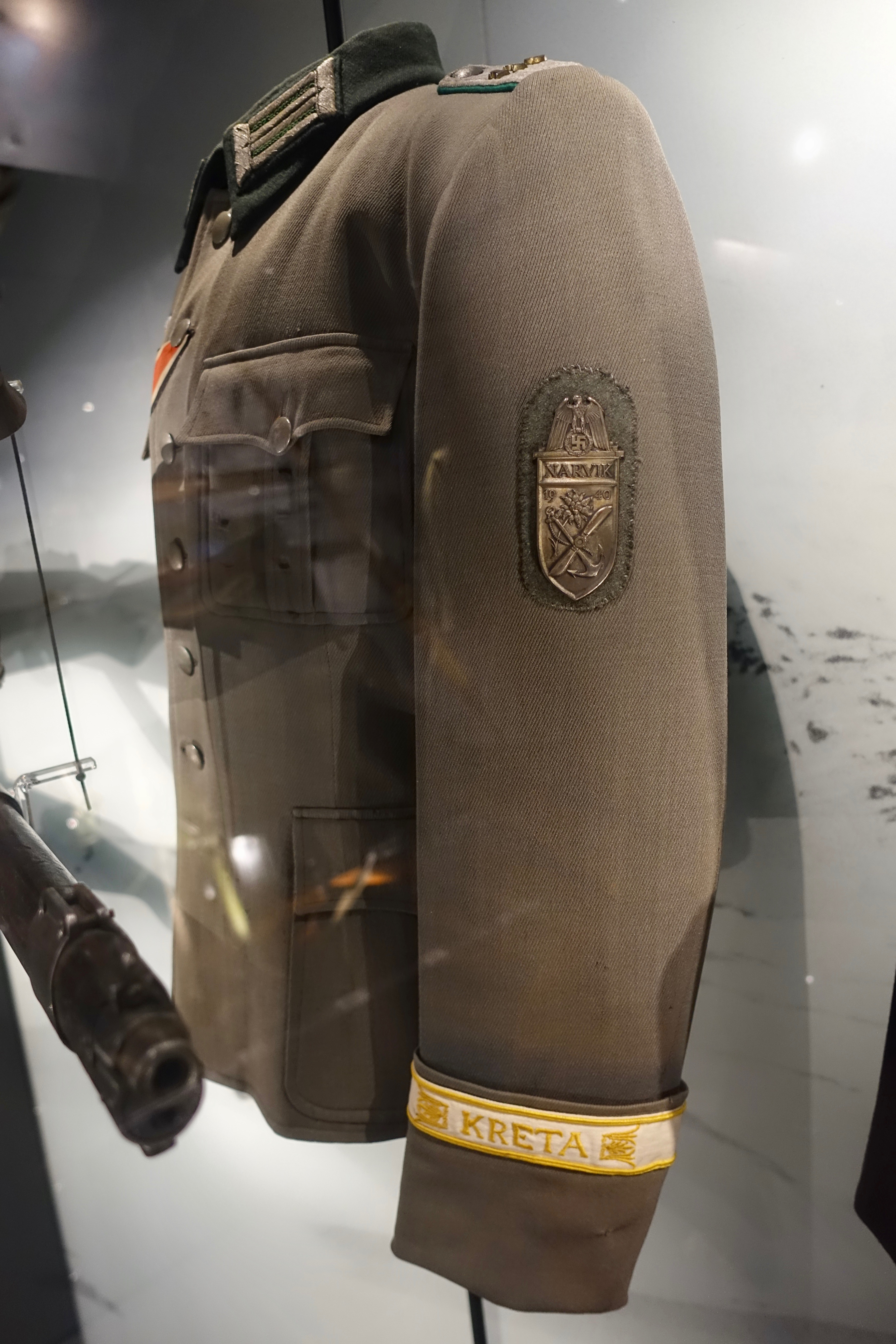
Giacca da ufficiale con uno Scudo di Narvik ed una fascia da braccio "Creta"

## Il conferimento della fascia
Circa 22.000 uomini della Wermacht furono impiegati nella battaglia di Creta, provenienti dalla 5. Gebirgs-Division, dalla 6. Gebirgs-Division e della 7. Flieger-Division, nonché dalla Luftwaffe e dalla Kriegsmarine.
La data d'istituzione di questa onorificenze non è chiara, tuttavia le diverse branche della Wehrmacht la annunciarono in momenti diversi:
- Kriegsmarine: 14 agosto 1942
- Luftwaffe: 29 settembre 1942
- Heer: 16 ottobre 1942

La fascia veniva conferita come distintivo di combattimento, rilasciata con un certificato di proprietà e doveva essere annotata nei documenti personali. A causa del ritardo nell'approvvigionamento dei braccialetti, l'assegnazione fu ritardata.

### Kriegsmarine
Per quanto riguarda i membri della Kriegsmarine, la fascia veniva conferito dall''Admiral Aegean' in nome del comandante in capo della marina; vennero premiati solo coloro che parteciparono direttamente alla battaglia di Creta, ovvero:
1. Il personale navale che partecipò con il primo squadrone di trasporto alla battaglia navale di Sparta il 21 maggio 1941 o con il secondo squadrone di trasporto nella battaglia navale di Milos il 22 maggio 1941.
2. Il personale navale che è stato trasportato via aerea o via mare a Creta entro il 27 maggio 1941.
3. Il personale navale che prese parte al primo trasporto di carri armati dalla terraferma a Creta dal 26 al 27 maggio 1941.

### Heer
Per i membri della heer, la fascia veniva conferita dal comandante in capo della 12. Armee a tutti coloro che parteciparono direttamente ai combattimenti a Creta, sia per via aerea che per via marittima. Potevano beneficiare del premio i seguenti membri dell'esercito:
1. I soldati che si lanciarono con il paracadute o sbarcarono sull'isola fino al 27 maggio 1941 (compreso), tra questi:
  - Membri della 5. Gebirgs-Division e della 6. Gebirgs-Division
  - Membri del II./Pz.Rgt.31,
  - Membri del Krd.Schtz.Batl.55
  - Membri del Fla.MGBatl.609
2. I soldati che si imbarcarono con lo squadrone di navi leggere il 19 maggio 1941 e parteciparono alla battaglia navale nei pressi dell'isola.

### Luftwaffe
Per i membri della Luftwaffe la fascia veniva conferita a tutti coloro che parteciparono direttamente ai combattimenti a Creta. Potevano beneficiare del premio i seguenti membri dell'aereonautica:
1. Equipaggi degli squadroni da combattimento zbV, che vennero utilizzati per lanciare paracadutisti o per atterrare sull'isola
2. Equipaggi che erano in missioni di combattimento sull'isola, unità di ricognizione, caccia, bombardieri in picchiata e cacciatorpediniere dispiegate nella zona marina attorno all'isola.
3. Per coloro che hanno partecipando ai combattimenti a Maleme, Chania e nella baia di Suda dal 20 al 27 maggio 1941
4. Per coloro che hanno partecipando ai combattimenti a Rhetimnon ed Heraklion dal 20 maggio al 30 maggio 1941

## Descrizione

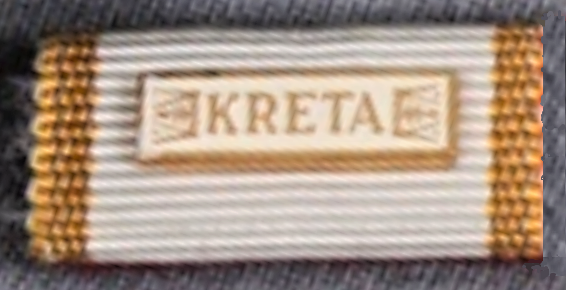
Versione del dopoguerra della fascia da braccio "Creta"

La fascia era realizzata in cotone, larga 34 mm e lunga 450 mm, con un fondo bianco ed un bordo dorato, mentre al centro riportava l'iscrizione: "Kreta" sempre dorata. La fascia andava indossata nella manica inferiore sinistra, a distanza di 8 o 15 cm dal bordo inferiore, a seconda del tipo di abbigliamento (anche con il cappotto).